# Silke Spiegelburg

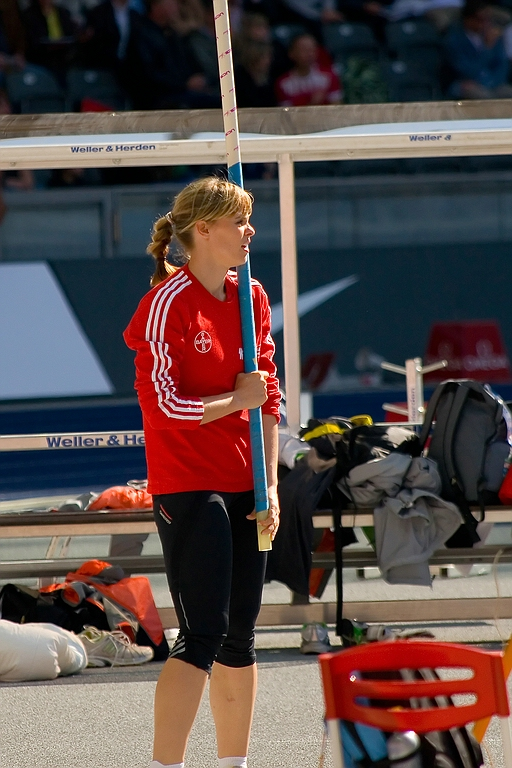

Silke Spiegelburg (ur. 17 marca 1986 w Georgsmarienhütte) – niemiecka lekkoatletka, specjalizująca się w skoku o tyczce, mistrzyni świata juniorów młodszych (2001), wicemistrzyni Europy (2010).

## Sukcesy
| Rok  | Zawody                                  | Miasto     | Miejsce           | Wynik  |
| ---- | --------------------------------------- | ---------- | ----------------- | ------ |
| 2001 | Mistrzostwa Świata Juniorów Młodszych   | Debreczyn  |                   | 4,00 m |
| 2003 | Mistrzostwa Europy Juniorów             | Tampere    |                   | 4,15 m |
| 2004 | Igrzyska olimpijskie                    | Ateny      | 13.               | 4,20 m |
| 2005 | Mistrzostwa Europy Juniorów             | Kowno      |                   | 4,35 m |
| 2007 | Mistrzostwa Świata                      | Osaka      | 6.                | 4,55 m |
| 2008 | Igrzyska olimpijskie                    | Pekin      | 7.                | 4,65 m |
| 2008 | Światowy Finał IAAF                     | Stuttgart  | 1.                | 4,70 m |
| 2009 | Halowe Mistrzostwa Europy               | Turyn      |                   | 4,75 m |
| 2009 | Drużynowe Mistrzostwa Europy            | Leiria     | 3.                | 4,60m  |
| 2009 | Mistrzostwa Świata                      | Berlin     | 4.                | 4,65 m |
| 2010 | Superliga drużynowych mistrzostw Europy | Bergen     | 2.                | 4,65 m |
| 2010 | Mistrzostwa Europy                      | Barcelona  | 2.                | 4,65 m |
| 2011 | Halowe mistrzostwa Europy               | Paryż      | 2.                | 4,75 m |
| 2011 | Superliga drużynowych mistrzostw Europy | Sztokholm  | 2.                | 4,75 m |
| 2011 | Mistrzostwa świata                      | Taegu      | 9.                | 4,65 m |
| 2012 | Halowe mistrzostwa świata               | Stambuł    | 4.                | 4,65 m |
| 2012 | Igrzyska olimpijskie                    | Londyn     | 4.                | 4,65 m |
| 2013 | Superliga drużynowych mistrzostw Europy | Gateshead  | 1.                | 4,60 m |
| 2013 | Mistrzostwa świata                      | Moskwa     | 4.                | 4,75 m |
| 2015 | Superliga drużynowych mistrzostw Europy | Czeboksary | 1.                | 4,75 m |
| 2017 | Mistrzostwa świata                      | Londyn     | el. – 14. miejsce | 4,35 m |

Zwyciężczyni łącznej punktacji Diamentowej Ligi z 2011, 2012 i 2013 w skoku o tyczce.
Wielokrotna mistrzyni kraju. Spiegelburg jest byłą rekordzistką świata juniorek, 25 sierpnia 2005 w Münster (Niemcy) skoczyła 4,48 m poprawiając o jeden centymetr rekord świata Jeleny Isinbajewej. Rekord ten przetrwał 3 lata, w 2008 roku poprawiła go Rosjanka Waleria Wolik (4,50 m).
Jej trenerem był Leszek Klima.

## Rekordy życiowe
- skok o tyczce (stadion) – 4,82 m (20 lipca 2012, Monako) rekord Niemiec
- skok o tyczce (hala) – 4,77 m (15 stycznia 2012, Leverkusen) rekord Niemiec[5]